# براوليو ليل
براوليو ليل (بالإسبانية: Braulio Leal)‏ (22 نوفمبر 1981 بسانتياغو في تشيلي - ) هو لاعب كرة قدم تشيلي في مركز الوسط. شارك مع منتخب تشيلي تحت 23 سنة لكرة القدم ومنتخب تشيلي لكرة القدم. أما مع النوادي، فقد لعب مع أوداكس إيتاليانو وإيفرتون دي فينا ديل مار وفيتوريا دي غيماريش وكولو-كولو ونادي أوهيجينس ويونيون إسبانيولا.

## وصلات خارجية
- براوليو ليل على موقع قاعدة بيانات كرة القدم.إي يو (الإنجليزية)
- براوليو ليل على موقع ناشيونال فوتبول تيمز (الإنجليزية)
- براوليو ليل على موقع Soccerway.com (الإنجليزية)
- براوليو ليل على موقع عالم كرة القدم.نت (الإنجليزية)
- براوليو ليل على موقع AS.com (الإسبانية)